# MTV Adria
MTV Adria (Music Television Adria) – stacja telewizyjna wystartowała 1 września 2005 roku w  Bośni i Hercegowinie, Chorwacji, Czarnogórze, Macedonii, Serbii i Słowenii (Państwa byłej Jugosławii). MTV Adria ma siedzibę w Lublanie w Słowenii. Prezenterami są Ivan Šarić, Martina Vrbos, Lana Borić, Maja Taraniš. Pierwszą jak i ostatnią piosenką wyemitowaną na antenie MTV Adria była to piosenka "Beautiful Day" zespołu U2

## Emisje
Znane emisje: 
- MTV News
- MTV News Weekend Edition
- Adria Top 20
- Blok
- Dancefloor Chart

## MTV Europe Music Awards (Best Adria Act)
Zwycięzcy: 
- Siddharta (2005)
- Aleksandra Kovač (2006)
- Van Gogh (2007)
- Elvir Laković Laka (2008)
- Lollobrigida (2009)
- Gramophonedzie (2010)
- Dubioza kolektiv (2011)
- Who See (2012)
- Frenkie (2013)
- Van Gogh (2014)
- Daniel Kajmakoski (2015)
- S.A.R.S (2016)